# Catedral de Nuestra Señora de la Asunción (Moncton)
La Catedral de Nuestra Señora de la Asunción (en inglés: Our Lady of the Assumption Cathedral; en francés: Cathédrale Notre-Dame-de-l'Assomption) llamada el monumento de la gratitud, se encuentra en la arquidiócesis de Moncton, en el 226 calle St-Georges en Moncton, Nuevo Brunswick al este de Canadá.
La catedral fue construida sobre los cimientos de la capilla cripta de la parroquia de Nuestra Señora de la Asunción, en sí fundada en 1914 por el obispo Henry D. Cormier. Su Eminencia Monseñor Louis-Joseph Arthur Melanson, el primer Arzobispo de la Arquidiócesis de Moncton, asumió el cargo 22 de febrero de 1937 y el 9 de enero de 1938 anunció su intención de erigir una basílica-catedral dedicada a la Virgen María. El arquitecto que diseñó los planos de la catedral fue Louis-Napoléon Audet de Sherbrooke y el trabajo comenzó 24 de abril de 1939 por Ambrose Wheeler, de la empresa Moncton.